# 7727 Chepurova
7727 Chepurova eller 1975 EA3 är en asteroid i huvudbältet som upptäcktes den 8 mars 1975 av den rysk-sovjetiske astronomen Nikolaj Tjernych vid Krims astrofysiska observatorium på Krim. Den har fått sitt namn efter astrologen Valentina Michajlovna Tjepurova.
Asteroiden har en diameter på ungefär tretton kilometer.